# Орлов, Павел Иванович
Па́вел Ива́нович Орло́в (15 (28) февраля 1914 — 15 марта 1943) — советский лётчик-ас истребительной авиации  ВМФ в годы Великой Отечественной войны, Герой Советского Союза (24.07.1943). Гвардии капитан (19.02.1942).

## Биография
В 6 лет остался без матери и воспитывался своей бабушкой. Окончил 4 класса сельской школы. С 1930 года жил в Москве, окончил рабочую техническую школу и работал на обувной фабрике «Заря Свободы», одновременно учился в аэроклубе. 
В августе 1933 года по комсомольской путёвке призван в Красную Армию и направлен курсантом в Военную школу морских лётчиков и лётчиков-наблюдателей РККА в Ейске  которую окончил в декабре 1935 года. Был переведён в личный состав РККФ и как один из лучших выпускников оставлен в этой авиашколе инструктором-лётчиком. В январе 1939 года переведён инструктором-лётчиком в Военно-морское авиационное училище имени С. А. Леваневского в городе Николаеве, позднее стал там же командиром звена. В 1941 году вступил в ВКП(б).
После начала войны был эвакуирован вместе с училищем и продолжал готовить лётные кадры, но после очередного рапорта о направлении на фронт в октябре 1941 года ему разрешили отправиться на действующий флот и зачислили в ВВС Северного флота.
Участник Великой Отечественной войны с октября 1941 года. Тогда был назначен пилотом в 78-й истребительный авиационный полк ВВС ВМФ, а за отличия в боях в феврале 1942 года стал командиром звена. Сначала воевал на истребителе «И-16», затем освоил ленд-лизовские истребители «Харрикейн», «Киттихаук» и «Аэрокобра». 
Как истребитель быстро сформировался под влиянием своего командира знаменитого заполярного аса Бориса Сафонова, во многих боевых вылетах летал в его группе и даже был ведомым. Первую победу одержал 12 января 1942 года, сбив немецкий самолёт-корректировщик Henschel Hs 126. В мае 1942 года переведён во 2-й гвардейский истребительный авиационный полк ВВС Северного флота с повышением в должности — стал заместителем командира эскадрильи. С марта 1943 года командовал эскадрильей в этом полку.
Однополчанин Захар Сорокин оставил о нём воспоминания: 

Вот идет большеголовый, широкоплечий, с мягкими чертами лица. Идет неуклюже, чуть покачиваясь на ходу. Но в воздухе он стремителен и ловок. Казалось, он и родился летчиком-истребителем.— Захар Сорокин. Идем в атаку. — М.: Издательство ДОСААФ, 1970.
К середине января 1943 года заместитель командира эскадрильи 2-го гвардейского истребительного авиационного полка (6-я истребительная авиационная бригада, ВВС Северного флота) гвардии капитан П. И. Орлов совершил 276 боевых вылетов, провёл 24 воздушных боя, сбил лично 11 самолётов противника. За эти подвиги был представлен к званию Героя.
Однако дожить до присвоения высшей награды Родины Павлу Орлову было не суждено. 15 марта 1943 года он погиб в воздушном бою в районе Урд-озера. 
Указом Президиума Верховного Совета СССР от 24 июля 1943 года за «образцовое выполнение боевых заданий Командования на фронте борьбы с немецкими захватчиками и проявленные при этом отвагу и геройство» гвардии капитану Павлу Ивановичу Орлову присвоено звание Героя Советского Союза. 
Всего произвёл 342 боевых вылета, участвовал в 32 воздушных боях, сбил лично 12 самолётов противника (ещё 2 заявленные победы учтены как предположительные); есть и иные данные — 11 побед личных и 2 групповые. 
Похоронен на Мемориальном воинском кладбище в Североморске.

## Награды
- Медаль «Золотая Звезда» Героя Советского Союза (24 июля 1943 года)
- Орден Ленина (24.07.1943)
- Два ордена Красного Знамени (29.04.1942, 2.06.1942)

## Память
- Бюст П. И. Орлова, в числе 53-х лётчиков-североморцев, удостоенных звания Героя Советского Союза, установлен в пос. Сафоново на Аллее Героев около музея ВВС СФ.
- Приказом министра обороны СССР его имя было навечно занесено в списки 2-го гвардейского истребительного авиационного полка им. Б. Сафонова[3].
- Имя П. И. Орлова было присвоено истребителю-перехватчику МиГ-31 174-го гвардейского истребительного авиационного полка ВВС ВМФ.
- Именем П. И. Орлова названа улица в Архангельске.
- Имя П. И. Орлова носит школа в с. Поречье Можайского городского округа